# Liste der Monuments historiques in Montils (Charente-Maritime)
Die Liste der Monuments historiques in Montils (Charente-Maritime) führt die Monuments historiques in der französischen Gemeinde Montils auf.

## Liste der Bauwerke
| Bezeichnung       | Beschreibung              | Standort | Kennzeichnung | Schutzstatus | Datum | Bild           |
| ----------------- | ------------------------- | -------- | ------------- | ------------ | ----- | -------------- |
| Kirche St-Sulpice | Erbaut im 12. Jahrhundert | (Lage)   | PA00104815    | Classé       | 1923  | weitere Bilder |

## Liste der Objekte
| Bezeichnung                     | Beschreibung | Standort                        | Kennzeichnung | Schutzstatus | Datum | Bild |
| ------------------------------- | ------------ | ------------------------------- | ------------- | ------------ | ----- | ---- |
| Glocke, genannt Marie Joséphine | Bronze, 1770 | in der Kirche St-Sulpice (Lage) | PM17000213    | Classé       | 1942  |      |